# 平岡村 (長野県下高井郡)
平岡村（ひらおかむら）は長野県下高井郡にあった村。現在の中野市中心部の北東、夜間瀬川左岸にあたる。

## 地理
- 河川：夜間瀬川

## 歴史
- 1889年（明治22年）4月1日 - 町村制の施行により、竹原村・若宮村・金井村・間長瀬村・笠原村・新井村の区域をもって発足。
- 1954年（昭和29年）7月1日 - 中野町・日野村・延徳村・平野村・長丘村・高丘村・科野村・倭村と合併して中野市が発足。同日平岡村廃止。

## 交通

### 鉄道路線
- 長野電鉄
  - 山の内線（現・長野線）
    - 信濃竹原駅